# آنا فالکی
آنا فالکی (ایتالیایی: Anna Falchi؛ زادهٔ ۲۲ آوریل ۱۹۷۲) یک بازیگر، مانکن و مجری اهل ایتالیا است.
از فیلم‌ها یا مجموعه‌های تلویزیونی که وی در آن‌ها نقش داشته است، می‌توان به معجزه ایتالیایی، برداشت نخست خوب، محافظ بدن و تابستانی کنار دریا اشاره نمود.